# Mesene phareus
Mesene phareus is een vlindersoort uit de familie van de prachtvlinders (Riodinidae), onderfamilie Riodininae.
Mesene phareus werd in 1777 beschreven door Cramer.